# Червона Україна (крейсер)

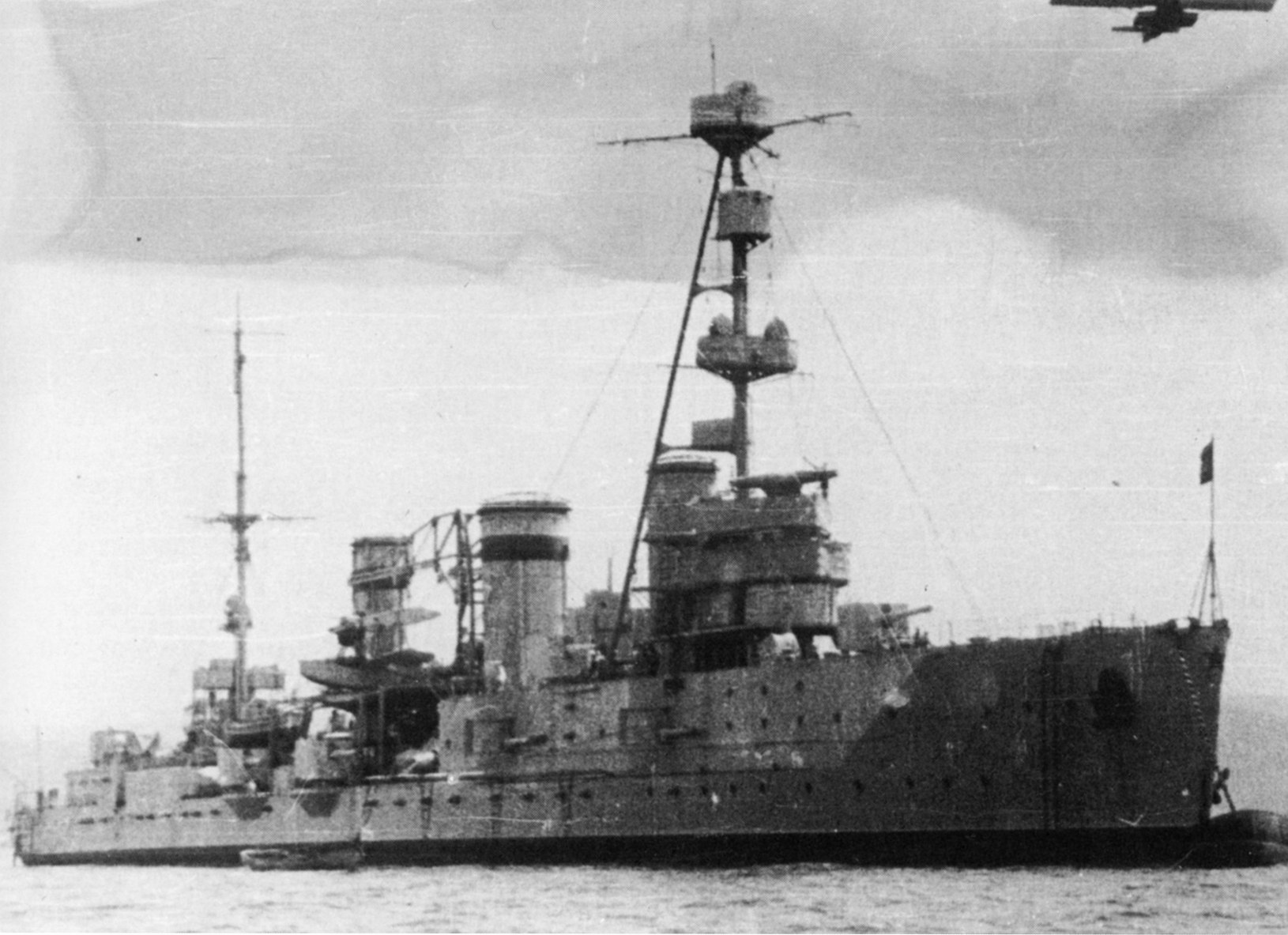
Легкий крейсер «Червона Україна», 1935 рік.

«Червона Україна» (інші назви «Адмірал Нахімов» (1913—1917), «Гетьман Богдан Хмельницький» (1917—1922)) — легкий крейсер, що входив до складу Російського імператорського флоту, Чорноморського флоту Української Держави, та згодом — радянського військового флоту.

## Історія крейсера
Крейсер закладено в жовтні 1913 року на суднобудівельному заводі «Руссуд» у Миколаєві. «Адмірал Нахімов» (головний) й «Адмірал Лазарєв» замовив царський уряд у рамках «посиленої» суднобудівельної програми на 1912—1916 рр. «Адмірал Істомін» та «Адмірал Корнілов» замовлено відповідно до програми прискореного посилення Чорноморського флоту, прийнятої у червні 1916 року. Всі ці кораблі були представниками легких крейсерів типу «Світлана», проте трохи різнились від прототипу зовні та деталями побудови суден.
31 березня 1914 року внесений до реєстру кораблів Чорноморського флоту. Спущений на воду 8 листопада 1915 року. Під час Першої світової війни темп будівництва кораблів дещо уповільнився. Хоча вже на початок 1917 року головний крейсер був готовий на 90 % та проходив випробування.
У 1917 році, після активних процесів з українізації Чорноморського флоту, увійшов до складу військово-морських сил УНР як крейсер «Гетьман Богдан Хмельницький».

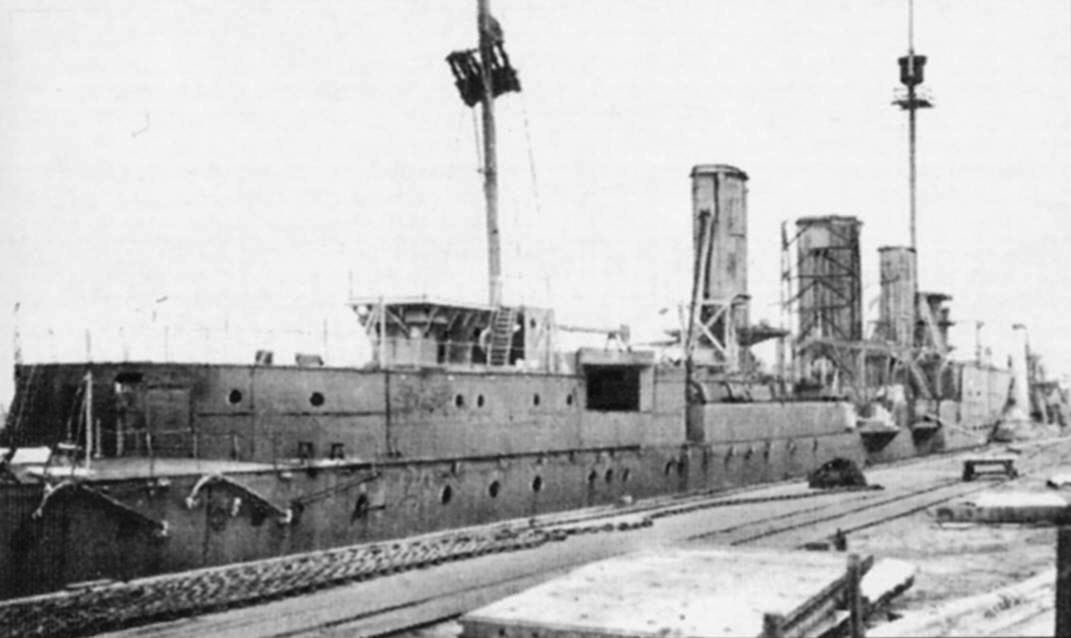
Крейсер «Адмірал Нахімов» на заводі «Руссуд» у Миколаєві, 1918 рік.

У 1918 році уряд Гетьмана Скоропадського приділяв багато уваги побудові міцного військового флоту Української Держави. Особливий акцент було зроблено на необхідності найшвидшої добудови кораблів на заводах у Миколаєві. Тому, Гетьманський уряд профінансував усі необхідні роботи зі завершення будівництва військових суден.
Після приходу до влади Директорії, Наказом по морському відомству від 27 січня 1919 року, планувалось завершення будівництва на Миколаївській та Херсонській корабельнях у 1919—1920 роках українських військових кораблів: дредноута «Соборна Україна», крейсерів «Гетьман Богдан Хмельницький», «Гетьман Петро Дорошенко» (перейменований більшовиками в «Красний Кавказ»), «Тарас Шевченко» («Адмірал Корнілов») та інших.
Окупація півдня України більшовиками, а згодом білогвардійцями не зупинила процес будівництва. Кожна з воюючих сторін намагалась швидше закінчити всі необхідні роботи та отримати у свою власність сучасні бойові кораблі.
Навесні 1919 року більшовики захопили Херсон, Миколаїв, Одесу, Крим. Увійшов до складу Червоного флоту УСРР. В той час, у Миколаєві більшовики, шляхом терору та авральних робіт, почали терміново добудовувати крейсер «Гетьман Богдан Хмельницький», лінкор «Соборна Україна» та низку міноносців.
Проте скористатися цим не встигли. Влітку 1919 року весь південь (як і схід) України було зайнято силами Добровольчої армії. За оцінкою спеціальної комісії, створеною командуванням білих, для набуття крейсером повної готовності необхідно було два місяці інтенсивних робіт.
Пізніше, корабель було переведено до Одеси. Однак, коли на початку 1920 року, за наказом генерала Врангеля, більш-менш добудований крейсер «Гетьман Богдан Хмельницький» вирушив з Одеси до Севастополя, команда, що складалась з моряків-українців, навмисне посадила його на мілину.
Після остаточного зайняття України більшовиками, крейсер було звідти знято з мілини та відправлено на ремонт та добудову. Проте, через брак ресурсів та спеціалістів роботи майже не проводились.
У грудні 1922 року VII Всеукраїнський з'їзд Рад ухвалив: «В целях закрепления братской связи между Советской Украиной и Красным Черноморским флотом… VII съезд поручает будущему ВУЦИКу (Всеукраинский Центральный Исполнительный Комитет) принять шефство над крейсером … и принять меры к окончанию его достройки в кратчайшие сроки».
26 грудня 1922 року крейсер отримав нову назву — «Червона Україна». Лагодили та добудовували корабель на Миколаївському суднобудівному заводі ім. А. Марти. Роботи на кораблі проводились досить повільно, бракувало палива, матеріалів, робочої сили, обладнання.
Влітку 1926 року роботи на кораблі були завершені. До складу Червоного флоту крейсер увійшов 21 березня 1927 року. Тоді ж на крейсері було піднято прапор командувача флотом. «Червона Україна» став першим новозбудованим кораблем, який увійшов до складу радянського флоту після Жовтневого перевороту.

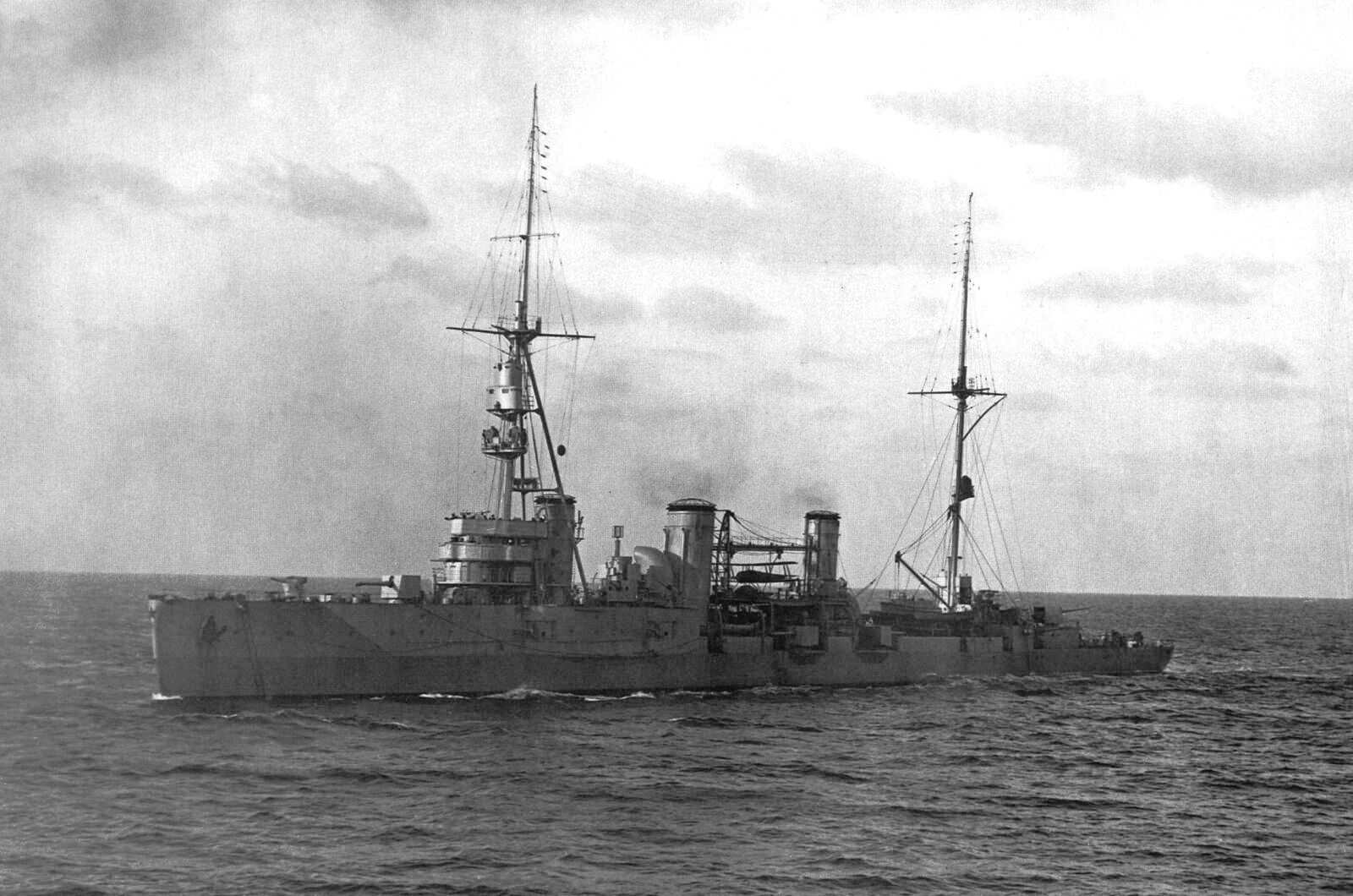
«Червона Україна», 1930 рр.

У супроводі ескадрених міноносців «Незаможник» та «Петровський» у 1928 році радянський крейсер з дружнім візитом відвідав Туреччину. 1930 року крейсер, під командуванням П. Євдокимова, у супроводі ескадрених міноносців здійснив перехід у Середземне море, з відвіданням Італії та Греції, через чотири крейсер знову йде у Туреччину.
У січні 1941 року, після ремонту, крейсер став у Севастополі. Початок радянсько-німецької війни зустрів у складі бригади крейсерів ескадри Чорноморського флоту. Брав участь у бойових діях на Чорному морі, евакуації Одеси, обороні Севастополя.

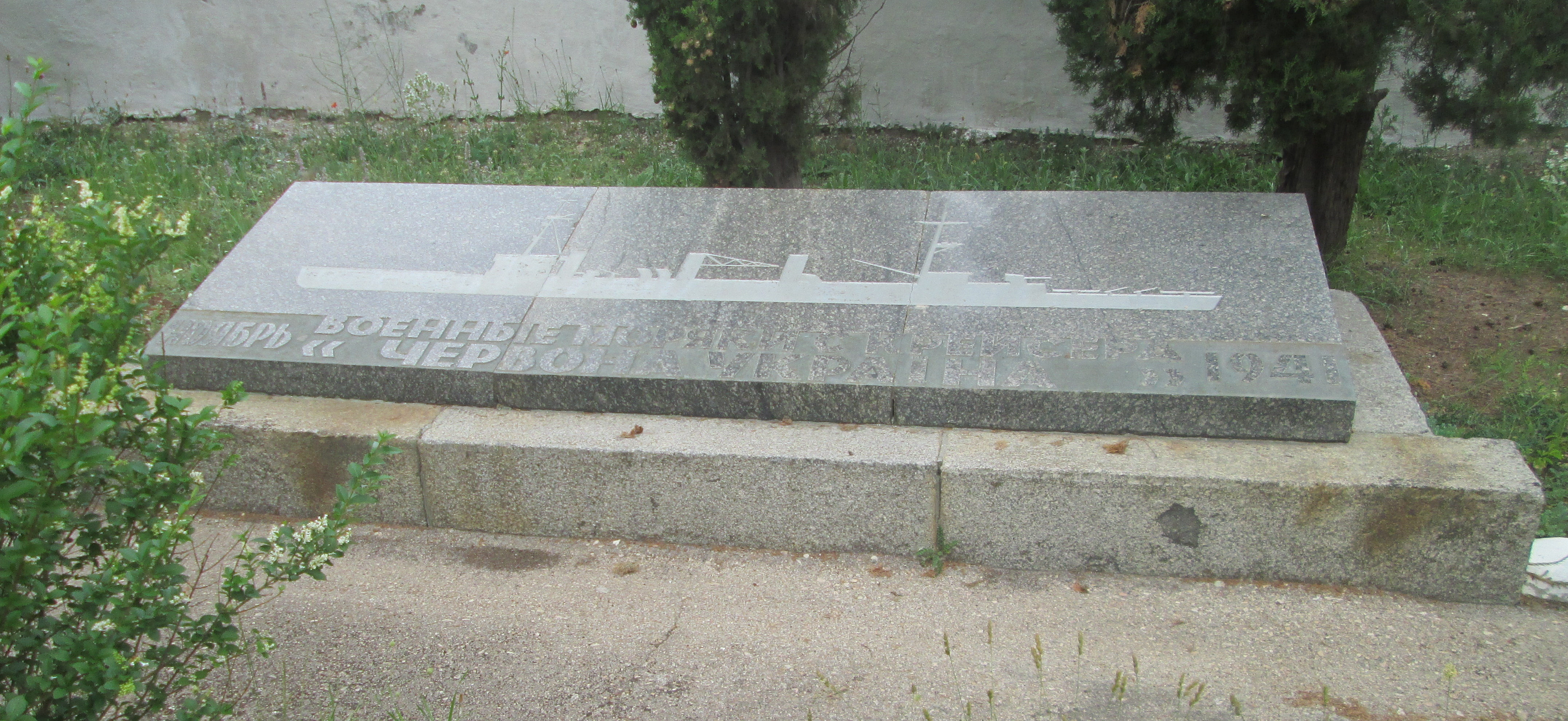
Братська могила моряків крейсера у Севастополі

5 листопада 1941 року командиром корабля призначили капітана 2 рангу М. Заруба. 8 листопада першим з кораблів ескадри відкрив вогонь по військах супротивника, що наступають. 12 листопада, під час авіанальоту, у крейсер влучило дві бомби. Під час бою загинуло понад 70 членів команди.
13 листопада корабель було відбуксовано до Південної бухти, де він затонув. «Червона Україна» став єдиним радянським крейсером, який загинув під час Другої світової війни.
У листопаді 1947 року крейсер «Червона Україна» було піднято. 8 лютого 1948 року його поставили у док та відремонтували.
З 30 жовтня 1950 року його було перетворено на корабель-мішень. А 10 травня 1952 року корабель було посаджено на мілину в районі коси Бакая, як ціль для бомбування морською авіацією.
У Севастополі на Графській пристані встановлено меморіальну дошку з червоного граніту, на якій висічений силует крейсера та напис: «Здесь, ведя бой с противником, 12 ноября 1941 года погиб крейсер „Червона Україна“».